# Glaskruidprachtmot
De glaskruidprachtmot (Cosmopterix pulchrimella) is een vlinder uit de familie prachtmotten (Cosmopterigidae). De wetenschappelijke naam is voor het eerst geldig gepubliceerd in 1875 door Chambers.
De soort komt voor in Europa.